# Wólka Sokołowska
Wólka Sokołowska – wieś w Polsce położona w województwie podkarpackim, w powiecie rzeszowskim, w gminie Sokołów Małopolski. Wieś leży nad potokiem Turka lewym dopływem Trzebośnicy.
| SIMC    | Nazwa  | Rodzaj    |
| ------- | ------ | --------- |
| 0661776 | Kosaki | część wsi |
| 0661820 | Majdan | część wsi |

Wieś położona w powiecie przemyskim, była własnością Jana Klemensa Branickiego, jej posiadaczem był Jerzy Rzeszowski, została spustoszona w czasie najazdu tatarskiego w 1672 roku. W latach 1975–1998 miejscowość administracyjnie należała do województwa rzeszowskiego.